# 663 Ґерлінда
663 Ґерлінда (663 Gerlinde) — астероїд головного поясу, відкритий 24 червня 1908 року.
Тіссеранів параметр щодо Юпітера — 3,143.